# 베르너 좀바르트

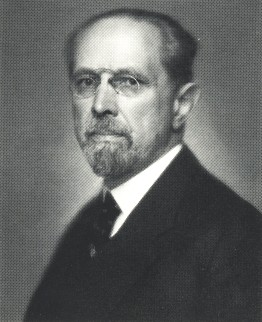
베르너 좀바르트

베르너 좀바르트(Werner Sombart, 1863년 ~ 1941년)는 독일의 경제학자 및 사회학자이다. 1904년부터 베버와 함께 《사회과학 및 사회정책 기록보관소》을 편집하였다. 그는 경제 이론과 역사의 종합을 꾀하여 마르크스의 영향 아래 《경제 체제》의 개념을 확립하였다.

## 삶
베를린대학에서 공부한 뒤 1885년부터 3년간 이탈리아의 피사에서 유학했다.
초기 저서인 《사회주의와 사회운동》에서는 마르크스주의에 대한 공감을 나타내나, 나중에는 비판적이 되어 같은 책의 개정판인 《프롤레타리아 사회주의》에서는 민족에 기초를 둔 사회주의를 주장하였다.

## 저서
- 《사회주의와 자본주의》
- 《근대 자본주의》
- 1930년 - 《3가지 경제학》

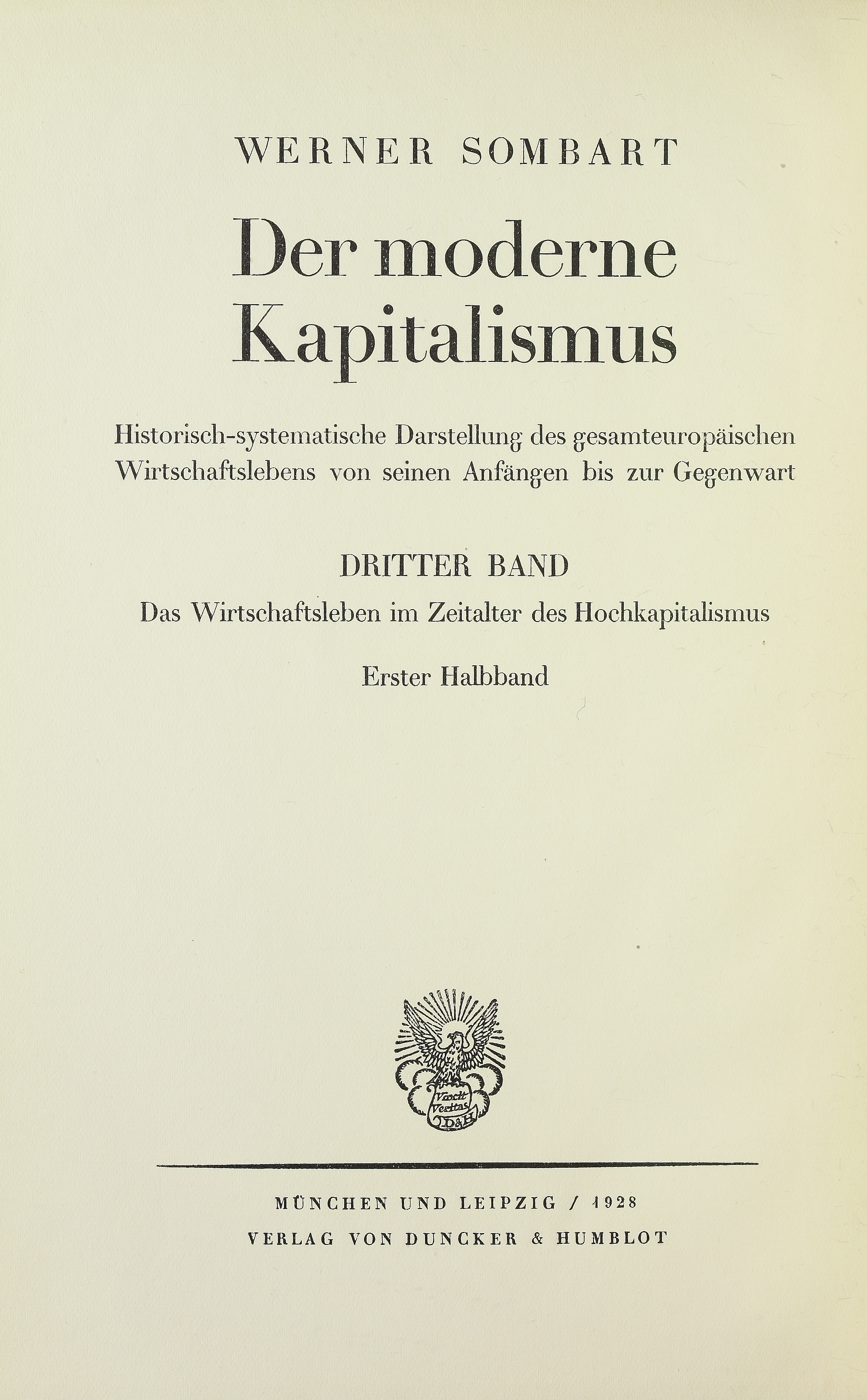
Wirtschaftsleben im Zeitalter des Hochkapitalismus, 1928

- 1924년 - 《프롤레타리아 사회주의》
- 1927년 - 《고도자본주의》
- 1913년[2] - 《사랑과 사치의 자본주의》
- 1902년 - 《근세자본주의》가 있으며, 그 방법론을 상세하게 전개한 만년의 이 있다.
- 1896년 -《사회주의와 사회운동》